# Multidentula stylus
Multidentula stylus is een slakkensoort uit de familie van de Enidae. De wetenschappelijke naam van de soort is voor het eerst geldig gepubliceerd in 1848 door L. Pfeiffer.